# 타이즈위안
태지원(중국어: 邰智源 타이즈위안[*], 1965년 5월 4일 ~ )는 중화민국의 희극인이다.

## 주요 이력
그는 북한 아나운서 리춘히를 패러디한 개그맨으로 유명하다. 대만의 코미디 프로에서 '조선뉴스' 프로그램에서 리춘히의 모습을 흉내내며 '안녕하십니까, 이춘희입니다'라는 한국어 인사만 하고 끝날 때에 '김정은 만세, 만세, 만만세'라고 끝마친다.